# Krowie Łąki
Krowie Łąki – część wsi Skrzeszewo w Polsce, położona w województwie pomorskim, w powiecie kartuskim, w gminie Żukowo. Wchodzą w skład sołectwa Skrzeszewo. Do 2015 była częścią kolonii Piaski.
W latach 1975–1998 Krowie Łąki administracyjnie należały do województwa gdańskiego.